# المحكمة الكلية (الكويت)
المحكمة الكلية في الكويت أو المحكمة الابتدائية في الكويت، هي أولى درجات التقاضي في دولة الكويت، وهي معنية بالفصل في جميع المنازعات المدنية والتجارية ومسائل الأحوال الشخصية والدعاوى الجزائية لأوّل مرّة. تعد المحكمة الكلية الكويتية أدنى محكمة في التسلسل الهرمي القضائي في الكويت، وتكون الأحكام الصادرة عنها محل للطعن أمام محاكم الدرجة الثانية التي تمثلها محكمة الاستئناف.

## مقرها
يقع المقر الرئيس للمحكمة الكلية في قصر العدل في مدينة الكويت.

## هيكلها القضائي
تؤلف المحكمة الكلية في الكويت من رئيس ونائب للرئيس وعدد كافٍ من وكلاء المحكمة والقضاة، وتُشكّل فيها دوائر حسب الحاجة، وتصدر أحكام المحكمة الكلية من ثلاثة قضاة عدا القضايا التي ينص القانون على صدور الحكم فيها من قاضٍ واحد.